# Protichneumon platycerus
Protichneumon platycerus är en stekelart som först beskrevs av Joseph Kriechbaumer 1895.  Protichneumon platycerus ingår i släktet Protichneumon och familjen brokparasitsteklar. Inga underarter finns listade i Catalogue of Life.